# جغرافيا إريتريا
تقع إرتريا في منطقة القرن الإفريقي في الجنوب الشرقي لقارة إفريقيا قبالة شبه الجزيرة من الناحية الجنوبية بين دائرتي عرض 15- 18 شمالا وخطي طول 36- 43 شرقا. يجاور إرتريا من الشمال والغرب جمهورية السودان وتشترك معها في حدود يبلغ طولها 605 كم ومن الجنوب جمهورية إثيوبيا ويبلغ طول الحدود بينهما 912 كم وجيبوتي من الجنوب الشرقي بحدود طولها 113 كم. كما تطل على البحر الأحمر شرقا ويبلغ طول الساحل 1000 كم. تتواجد على الشاطئ الغربي للبحر الأحمر في نقطة حاكمة عند مدخله الجنوبي وعلى مقربة من مضيق باب المندب ذي الأهمية الإستراتيجية البالغة؛ فهي تشبه مثلثا محصورا بين إثيوبيا والسودان وجيبوتي،
وتبلغ مساحتها حوالي 120 ألف كم2 تتنوع فيها التضاريس والمناخ، وتمتلك شاطئًا يمتد ألف كيلومتر على البحر الأحمر، يمتد من «رأس قصار» على الحدود السودانية شمالا إلى باب المندب في «رأس أرجيتا» في جيبوتي جنوبًا، ويقع في هذا الساحل أهم موانئ البحر الأحمر وهما: «عصب» و«مصوع».
وتتبع إرتريا (126) جزيرة، أهمها أرخبيل دهلك وبه نحو 25 جزيرة، أهمها من الناحية الإستراتيجية جزيرتا «فاطمة» و«حالب». ويزيد عدد السكان عن أربعة ملايين نسمة.
تكمن أهمية الموقع في ارتباط البلاد بين أقرب وأقصر طرق الملاحة بين المحيط الهندي والبحر المتوسط مما يجعلها تشكل حلقة وصل بين القارات الكبرى الثلاث آسيا وإفريقيا وأوروبا، وهي قريبة من المناطق المقدسة في شبه الجزيرة العربية ومن مناطق إنتاج النفط في الخليج العربي ودول شرق إفريقيا. كما تشكل الجزر الإرترية نقاط ارتكاز وتحكم للقوى العسكرية في الصراع الإقليمي والدولي في المنطقة.

## ملامح السطح
إن إرتريا تتميز بتنوع كبير في تضاريسها ومعالمها البيئية، وحسب المعطيات الجغرافية يمكن تقسيم سطح إرتريا إلى ثلاثة معالم طبيعية ;كالاتي:
1. المرتفعات: والتي تتكون من الهضبة الوسطى والتلال والهضاب الشمالية المنحدرة نحو الأراضي المنخفضة في شرق وشمال إرتريا وهذه المرتفعات في مجملها تشكل الهضبة الإريترية التي تمثل امتدادا طبيعيا للهضبة الإثيوبية.
2. الأراضي الساحلية: والتي تمثلها الشواطئ الواقعة على البحر الأحمر، على امتدادا 1000 كم، وعلى الرغم من أن البحر الأحمر قليل التعرجات والخلجان إلا أن الشاطئ الإريتري يتمتع بخلجان أهمها خليج عصب الذي توجد به مجموعة جزر يتجاوز عددها 20 جزيرة وكذلك سواحل الجزر التابعة ل إرتريا ومن أهمها جزر دهلك.
3. الأراضي السهلية وتشمل:
  - السهول الشرقية: وهي المناطق التي تقع شرق إرتريا حيث إقليم دنكاليا وتمتد إلى الشمال حيث أقاليم الساحل وهذه السهول تتخللها سلسلة من الهضاب والجبال وكذلك الارخبيلات.
  - السهول الغربية: وهي المناطق الواقعة في غرب إرتريا ابتداء من منحدرات الهضبة الوسطى وامتدادا إلى الحدود السودانية، وهي تمثل أوسع الأقاليم الإريترية، وتمثل جزءا من مراعي السافانا الحارة التي تكثر فيها الماشية باستثناء الأجزاء الغربية من منطقة حوض القاش وستيت.

## أهم الأنهار
- نهر القاش: يبلغ طوله 440 كلم، ويطلق على القاش اسم مأرب في جزء من أجزائه، ويرى الباحثون أن هذا الاسم إنما يعود إلى بعض الهجرات اليمنية إلى إرتريا، وأن هذا اللفظ إنما استخدمه المهاجرون من اليمن تذكرا لمأرب اليمني الذي بني عليه سد مأرب، ينبع من الهضبة في المرتفعات الجنوبية وينتهي بمستنقع في السودان بعد مدينة كسلا في شرق السودان.
- نهر بركة: طوله 630 كلم داخل إرتريا، ينبع من الجزء الغربي من الهضبة وينتهي في الساحل الشمالي للسودان وفي مواسم الأمطار الغزيرة يصب في البحر الأحمر.
- نهر عنسبا: وأصل تسميته عين سبأ، يصب في نهر بركة ويعتبر رافدا من روافده، وللعلم أن الأقمار الصناعية الأمريكية اكتشفت مؤخرا في منطقة بركة بحيرة عميقة تتمتع بمخزون مائي لا مثيل له في المنطقة، ويمكنها سد حاجة الشعب الإريتري من الماء والطاقة الكهربائية لمدة 250 سنة قادمة.
- نهر سيتيت: وهذا هو النهر الوحيد في إرتريا الذي لا يحمل صفة موسمي حيث أن كل الأنهار السابقة هي موسمية. ولكن مشكلة هذا النهر هي كونه على الحدود الإثيوبية بل ويشكل الحدود الطبيعية بين البلدين، لذا فإنه لم تتم الاستفادة منه، ويمتد هذا النهر إلى السودان حيث يعرف هناك بنهر (عطبرة) ليصب في النيل عند مدينة عطبرة.

أما الأودية التي تصب نحو الشرق من الهضبة الإرترية، فأهميتها الاقتصادية أقل من تلك التي تصب نحو الغرب، بالنظر إلى ضيق المساحات التي ترويها، وأهم هذه الأودية: وادي علي قدي ويروي سهول زولا حيث أقيم سد صغير. وعلى مقربة منه وادي حداث وكميلي، كما يروي مزارع بدا في منطقة دنكاليا، واٍ يمتد إلى هضبة التجراي.
أما مزارع (امبيرمي) و (قد قد) و (سقب) فترويها أودية تصب من هضبة حماسين والهضبة الشمالية.
وقد أقام (داندي)، وهو الإيطالي المتخصص في زراعة الموز والفواكه، سداً في ينقوس بالقرب من قندع يروي المزارع في مرتفعات قندع وأسمرا، وقد أقامت شركة سداو للكهرباء بحيرات اصطناعية في (بلزا) بالقرب من أسمرا لتجميع مياه السيول، واستغلالها في توليد الكهرباء، ويعد مشروعاً ناجحاً يمد أسمرا بالكهرباء إلى جوانب فوائده الزراعية.
وتؤكد الدراسات التي خلفها الإيطاليون وجود إمكانيات اقتصادية ضخمة باستغلال مساقط المياه، وبإقامة بحيرات اصطناعية لتوليد الكهرباء وتنظيم الري.

## المساحة
تغطي إرتريا رقعة من الأرض تقدر بنحو 121320 كم2 بما في ذلك جزر دهلك، واعتمادا على المساحة تصنف إرتريا ضمن الأقطار الصغيرة في حجمها ومساحتها.
تتميز خارطة إرتريا بتباعد في الشكل بين أنحائها وأقاليمها، فبينما يبدو التوازن النسبي في شكل الأقاليم الشمالية والغربية والوسطى فإن إقليم دنكاليا يمثل امتدادا شريطيا ضيقا بمحاذاة البحر الأحمر، وعلى أية حال فإن إرتريا في مجملها تمثل شكلا مثلثا تقوم قاعدته على امتداد واسع مع الحدود السودانية.

## المناخ

خريطة إريتريا حسب تصنيف كوبن للمناخ

يتباين المناخ في إرتريا بين المناخ الحار الصحراوي الجاف في المناطق المحاذية لإثيوبيا إلى المناخ المعتدل الرطب في مناطق الجنوب الغربي.
و تسقط الأمطار في كل أنحاء إرتريا صيفا باستثناء الشريط الساحلي (مينائي مصوع وعصب) من يونيو – حزيران حتى سبتمبر – أيلول، وتصل درجة الحرارة في الشريط الساحلي صيفا إلى 45 سنتيجراد وتنخفض شتاء إلى 18 في أقصى حالات البرودة. وترتفع في صحراء دنكاليا صيفا إلى 48 سنتيجراد، وهي أعلى درجة حرارة في العالم، وقد درست بعثة علمية في عام 1970 م إمكانية استغلال حرارة الشمس في منطقة دنكاليا لتوليد الكهرباء بواسطة توربينات خاصة. تبلغ نسبة لأمطار في مصوع 7بوصات في السنة، وفي عصب 3 بوصات، وتسقط الأمطار شتاء في ديسمبر- كانون الأول حتى مارس – آذار، أما في بركة فيبلغ متوسط سقوط الأمطار 15 بوصة وفي حوض القاش وستيت 25 بوصة، وبالنظر إلى هطول الأمطار شتاء وصيفا فإن منطقتي قندع وفلفل تتمتعان بأعلى منسوب لمياه الأمطار إذ يصل إلى 45 بوصة سنوياً.

## أنظر أيضاً
- صحراء الساحل الإريتري